# Ali Mema
Ali Mustafa Mema (ur. 1 lutego 1943 w Tiranie, zm. 26 marca 2019 tamże) – albański piłkarz i trener piłkarski, w latach 1963–1967 reprezentant Albanii. Był jednym z najważniejszych piłkarzy w historii klubu KF Tirana, działającym wówczas pod nazwą 17 Nëntori Tirana.

## Życiorys
Ukończył studia na Instytucie Kultury Fizycznej im. Vojo Kushiego w Tiranie.

## Życie prywatne
Miał dwóch braci: Haxhiego i Osmana; Haxhi miał syna Sulejmana. Sam Ali miał syna Ardiana. Osman, Sulejman oraz Ardian również byli piłkarzami, każdy z nich (poza Osmanem) także należeli do reprezentacji Albanii, Ardian pełnił także funkcję trenera klubu KF Tirana.